# Satu Nou (okręg Bistrița-Năsăud)
Satu Nou – wieś w Rumunii, w okręgu Bistrița-Năsăud, w gminie Cetate. W 2011 roku liczyła 638 mieszkańców.